# Герен (Илм)
Герен (њем. Gehren) град је у њемачкој савезној држави Тирингија. Једно је од 44 општинска средишта округа Илм. Према процјени из 2010. године у граду је живјело 3.465 становника. Посједује регионалну шифру (AGS) 16070018.

## Географски и демографски подаци
Герен се налази у савезној држави Тирингија у округу Илм. Град се налази на надморској висини од 475 метара. Површина општине износи 30,0 km².

## Становништво
У самом граду је, према процјени из 2010. године, живјело 3.465 становника. Просјечна густина становништва износи 116 становника/km².